# بازادينغن-شلاتينغن
بازادينغن-شلاتينغن (بالألمانية: Basadingen-Schlattingen) هي بلدية سويسرية تتبع لمقاطعة فراونفيلد في كانتون تورغاو. تبلغ مساحتها 15.64 كيلومتر مربع، ويقدر عدد سكانها بـ 1828 نسمة (حسب تعداد ديسمبر 2015).